# Notre-Dame de Kerbader

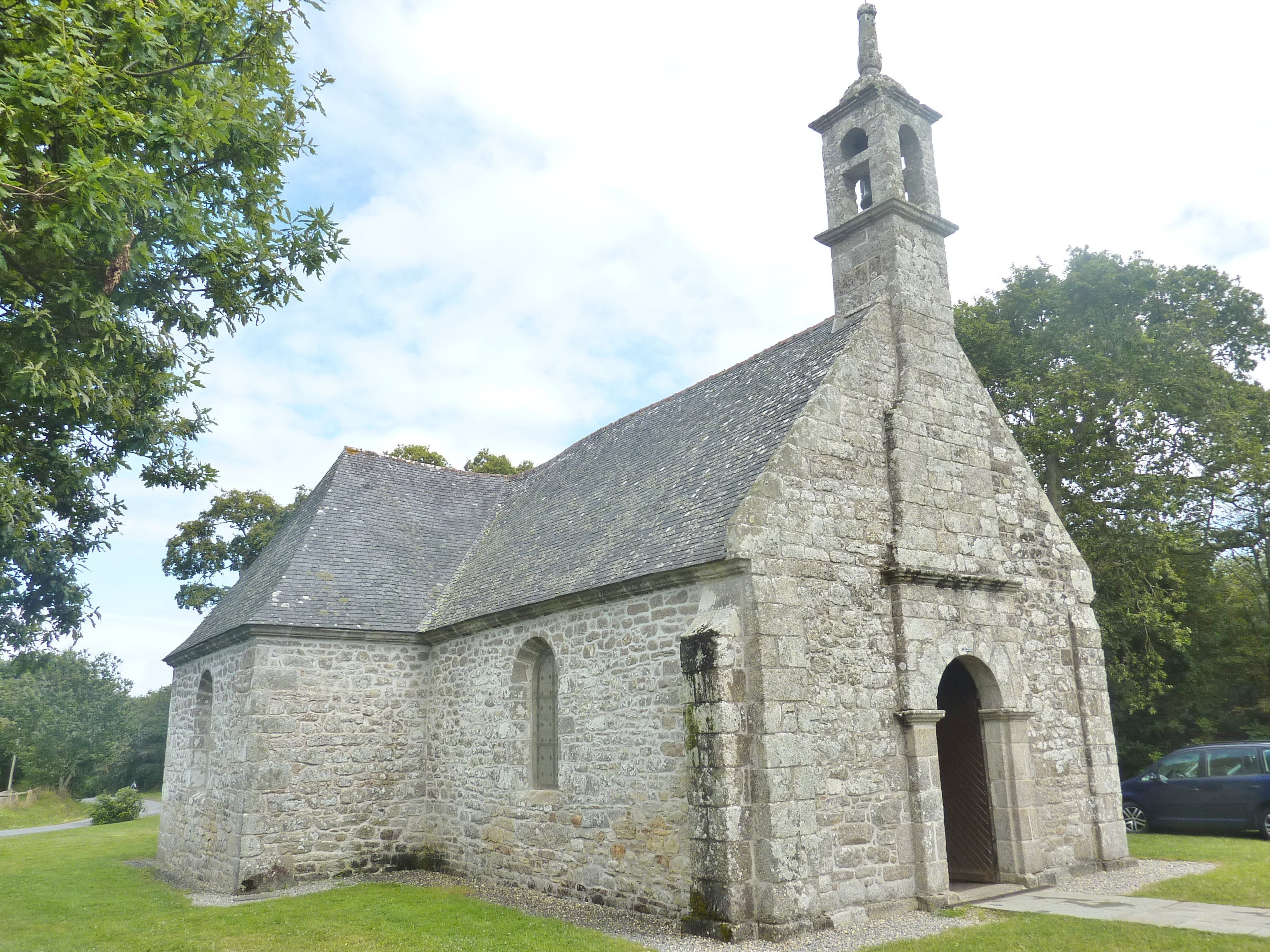
Kapelle von Kerbader

Die Kapelle Notre-Dame de Kerbader (französisch: Chapelle Notre-Dame de Kerbader; bretonisch: Chapel Itron-Varia Kerbader; deutsch: Kapelle Unserer Lieben Frau von Kerbader) ist ein Kirchenbau in der bretonischen Gemeinde Fouesnant, nahe dem Strand von Mousterlin. 
Die Kapelle von Kerbader wurde im 17. und 18. Jahrhundert erbaut, doch bereits im 16. Jahrhundert stand ein älteres Kirchengebäude auf ihrem Platz. Ihr Grundriss ist in Form eines Lateinischen Kreuzes angelegt. Seit den späten 1980er Jahren wurde das Gebäude renoviert; den Abschluss bildeten neue Fenster, die im Jahre 2009 eingebaut wurden.
Die Kapelle wird auch Notre-Dame des Neiges, also „Unsere liebe Frau des Schnees“, genannt. Eine der Erklärungen dafür besagt, dass es hier einst an einem 15. Mai, dem Tag des örtlichen Jour de pardon („Versöhnungsfest“), geschneit habe. Nach anderer Ansicht beruht der Name auf einem Übersetzungsfehler aus dem Bretonischen, der eigentliche Name sei Notre-Dame de l'Angoisse, also „Unsere Liebe Frau der Furcht“. Eine dritte Theorie besagt, der Name sei aus Verehrung in Anlehnung an die Basilika Santa Maria Maggiore in Rom gewählt worden, die ebenfalls den Beinamen „Unsere Liebe Frau des Schnees“ (italienisch: Santa Maria della Neve) trägt.
Auf dem Vorplatz der Kapelle steht das 2004 renovierte Kreuz von Kernoac’h (Croix de Kernoac’h).

Die Nationalgarde bringt Aufständische aus Fouesnant nach Kemper

 Am 8. Juli 1792, drei Jahre nach Beginn der Revolution, sammelte der zwei Jahre zuvor zum Friedensrichter gewählte Alain Nédelec hier eine Hundertschaft bewaffneter Bauern um sich. Nédelec und seine Gefolgschaft wollten sich nicht den Gesetzen der Revolutionäre unterordnen. In einer blutigen Schlacht am 9. Juli 1792 mit der Nationalgarde wurden sie geschlagen; Nédelec wurde gefangen genommen, in Kemper vor Gericht gestellt, verurteilt und am 20. März 1793 auf der Guillotine hingerichtet.
Etwa dreihundert Meter von der Kapelle Notre-Dame entfernt gibt es eine Quelle, der Heilkräfte nachgesagt wurden. Speziell Kindern, die erst spät laufen lernten, sollte das Wasser der Quelle angeblich helfen.